# Malebogo Molefhe
Malebogo Molefhe, född ca 1980, är en botswansk basketspelare och kvinnorättsaktivist. 
Malebogo Molefhe spelade basket i Botswanas landslag när hon 2009 blev skjuten åtta gånger av sin före detta pojkvän. Hon överlevde attacken men fick skador som gjorde henne rullstolsburen. Händelsen ledde henne att engagera sig i frågor som gäller våld i nära relationer och mäns våld mot kvinnor i hemlandet Botswana. Till en början framträdde hon i radio, men hon har nu även börjat samarbeta med landets utbildningsdepartement för att ta fram utbildningsmaterial för skolbarn. Syftet är att få fler att förstå konsekvenserna av våld i nära relationer och att omvärdera kulturella normer.  
År 2017 tilldelades Malebogo Molefhe International Women of Courage Award.